# 高溴酸
高溴酸是溴的含氧酸之一，化学式为HBrO4，其中溴的氧化态为+7。与高氯酸和高碘酸不同，高溴酸不稳定，不能通过溴酸盐热分解反应或卤素间的置换反应制备。首次制得利用的是含放射性硒的硒酸盐（SeO42−）使其发生β衰变而得到高溴酸盐。现在一般通过二氟化氙或氟气氧化溴酸盐制得高溴酸盐后酸化来得到高溴酸：
BrO3− + XeF2 + H2O → BrO4− + 2HF + Xe
BrO3− + F2 + H2O → BrO4− + 2HF
其它高溴酸盐的制备方法：

高溴酸是强酸，具强氧化性，是高卤酸中最不稳定的。它容易分解生成溴酸和氧气，进一步分解得到溴。